# Бауэр, Стивен
Стивен Бауэр (англ. Steven Bauer, настоящее имя Esteban Ernesto Echevarría — Эстебан Эрнесто Эчеваррия; род. 1956) — американский актер кубинского происхождения. Его наиболее известная роль — Маноло Рибера в фильме «Лицо со шрамом».

## Ранние годы
Стивен Бауэр родился в Гаване (Куба) в семье Лиллиан и Эрнеста Эчеваррия. Его мать была школьным учителем, а отец пилотом Кубинских авиалиний. В 1960 году из-за Кубинской революции Эчеваррия иммигрировали в США и обосновались в Майами. В 1974 году он окончил школу и поступил в колледж Майами-Дейд. Там Стивен, собиравшийся стать музыкантом, решил посвятить себя актерской карьере и в 1976 году перевелся в Университет Майами, где учился на факультете Театральных искусств. В театре при университете он знакомится с Рэем Лиоттой, и они становятся друзьями.

## Актёрская карьера
Первую значимую роль Стивен исполнил в двуязычном ситкоме (англ.) «¿Qué Pasa, U.S.A.?», где снимался с 1977 по 1979 год. В 1980 году, снимаясь на телевидении, он знакомится со своей будущей женой, актрисой Мелани Гриффит. Они переезжают в Нью-Йорк, где посещают уроки Стеллы Адлер. Примерно в это время он берет псевдоним «Стивен Бауэр», хотя под именем Рокки Эчеваррия он появляется в нескольких небродвейских постановках.
В 1983 году он получает роль Мэнни Риберы в фильме «Лицо со шрамом», несмотря на свою малую известность. На решение продюсеров утвердить Бауэра повлияли его хорошая кинопроба, а также кубинское происхождение. За роль в этом фильме Бауэр получил свою первую номинацию на «Золотой глобус».
В дальнейшем Стивен Бауэр снимался преимущественно в драмах и боевиках, самые известные из них: «Молчун», «Первобытный страх», «Траффик» и «Оборотень: Зверь среди нас».
Снимался в роли дона Эладио в сериалах «Во все тяжкие» и «Лучше звоните Солу»

## Личная жизнь
Бауэр женился на Мелани Гриффит в сентябре 1981 года. В 1985 году у них родился сын Александр Бауэр, а в 1987 году они развелись. Стивен вновь женился в 1989 году, его вторая жена Ингрид Андерсон родила ему сына Дилана в 1990 году, а через год они развелись. Ещё через год Бауэр женился в третий раз, однако и с Кристианой Бани он в конечном итоге развелся.

## Номинации и награды
- 1983 год — номинация на премию «Золотой глобус» за лучшую мужскую роль второго плана в кинофильме (фильм «Лицо со шрамом»).
- 1990 год — номинация на премию «Золотой глобус» за лучшую мужскую роль в мини-сериале или телефильме (многосерийный телефильм  (англ.) «Drug Wars: The Camarena Story»).
- 2000 год — Премия Гильдии киноактёров США за лучший актёрский состав в игровом кино (фильм «Траффик»).